# Ensemble cantissimo
Das ensemble cantissimo ist ein Vokalensemble aus 24 professionellen Sängerinnen und Sängern, aus Deutschland und der Schweiz.

## Geschichte
1994 wurde das ensemble cantissimo anlässlich eines Konzertes mit frühbarocker Musik als Vokaloktett gegründet. 
Unter der Leitung von  Markus Utz (Konstanzer Dirigent, Münsterorganist und Chorleitungsprofessor an der Zürcher Hochschule der Künste) konzentriert sich das Vokalensemble auf die Erschließung und Aufführung von unbekannter Chormusik, insbesondere auf A-cappella-Gesang.
Das ensemble cantissimo hatte erste Auftritte bei den Heiligkreuzer Konzerten Kempten. Es folgten Auftritte in Deutschland, Österreich, der Schweiz, Italien und Israel, Zumeist mit Themen-Programmen, selten zu hörenden Werken und Uraufführungen Neuer Musik bei Konzertreihen.

## Diskographie (Auswahl)
- 2005: 10 Jahre Heiligkreuzer Konzerte.
- 2006: Giovanni Battista Martini: Te Deum – Magnificat – Introitus – Concerti. Ersteinspielungen. Ars musici AM 1408-2. (Im Fachmagazin Fono Forum mit 5 Sternen ausgezeichnet.)
- 2007: Franz Philipp: Mater Dei. Mit dem SWR produziert. (Spektral B001DEV8QW)
- 2010: I Himmelen (dt. Im Himmelreich.) – Chormusik aus Skandinavien. Werke von Edvard Grieg, Jaakko Mäntyjärvi, Knut Nystedt, Otto Olsson, Håkan Parkman, Jan Sandström, Jean Sibelius. (Spektral B0049761XU)
- 2011: Volkslieder. Vol. 3 (Carus Verlag, B004WLUGNO)
- 2011: Heinrich von Herzogenberg: Wie schön, hier zu verträumen. Lieder und Romanzen für Frauenchor und Solistenquartett. (Weltliche Chormusik Vol.1) Kooperation Schweizer Radio DRS und Carus-Verlag, B0052PKIG4. (Welt-Ersteinspielung.)
- 2011/2012: Heinrich von Herzogenberg: Frühling lässt sein blaues Band. Lieder und Gesänge für gemischten Chor a cappella. (Weltliche Chormusik Vol. 2, mit Welt-Ersteinspielungen.) (Carus Verlag)